# Diadema setosum
A Diadema setosum a tengerisünök (Echinoidea) osztályának Diadematoida rendjébe, ezen belül a Diadematidae családjába tartozó faj.
A Diadema tüskésbőrűnem típusfaja.

## Előfordulása
A Diadema setosum eredeti előfordulási területe a Vörös-tengerben, az Indiai-óceánban és a Csendes-óceán nyugati felén van; az utóbbi óceánban északon, talán Japánig is fellelhető. Talán a Szuezi-csatornán keresztül ez a tengerisün a Vörös-tengerből átkerült a Földközi-tengerbe is, ahol a libanoni és a török tengerszakaszokban állományokat hozott létre. Az új élőhelyein inváziós fajnak számít, mivel a táplálékért vetekedik az őshonos fajokkal.

## Megjelenése
Az élő állat teste fekete színű. A végbélnyílása körül vörös gyűrű látható. Minden ivarszervpórusán fehér pont van.

## Életmódja
Tengeri élőlény, mely 0-70 méteres mélységek között él. A partmenti tengerfenéken és a kontinentális selfeken található meg. A hosszú tüskéi között Pterapogon kauderni nevű kardinálishalak keresnek menedéket. A Clavisodalis dilatatus, Clavisodalis sentifer, Echinirus diadematis, Echinirus laxatus, Echinosocius dentatus, Echinosocius elatensis, Echinosocius finitimus, Echinosocius gulicolus, Echinosocius pectinatus, Scambicornus campanulipes, Scambicornus idoneus és Senariellus diadematis nevű evezőlábú rákok élősködnek ezen a tengerisünfajon.

## Képek

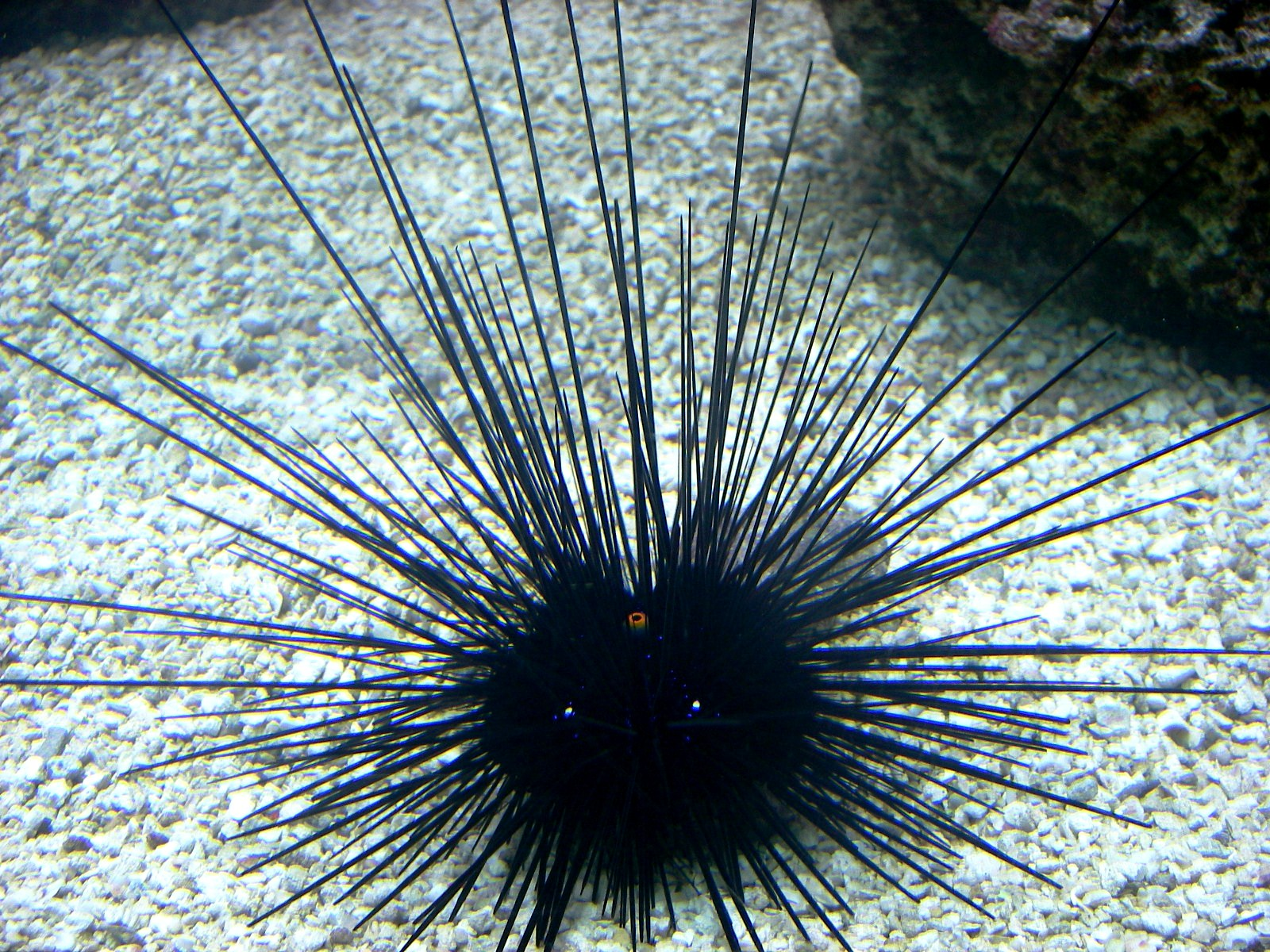
A természetes élőhelyen
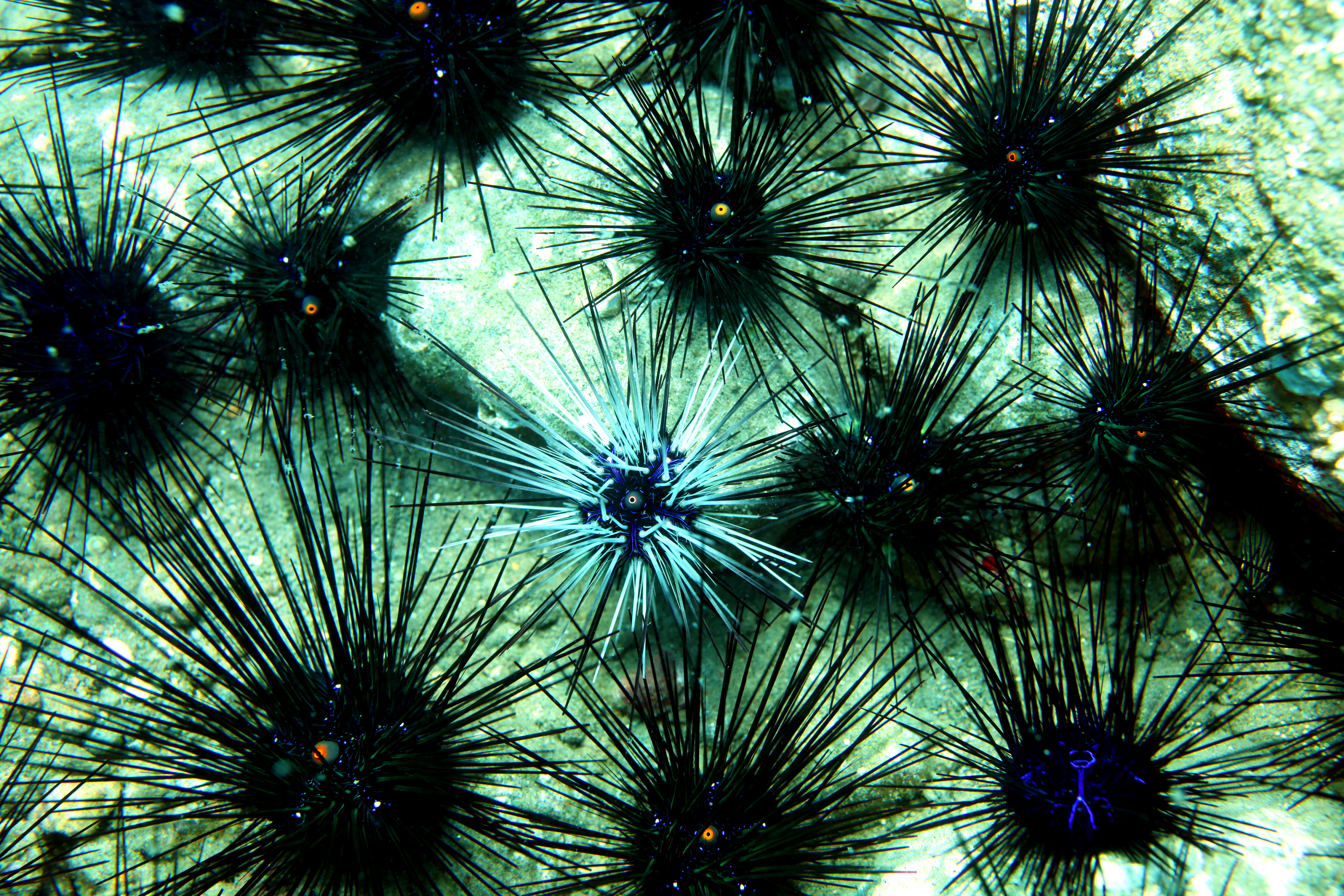
Telepesen, de más fajjal társulva
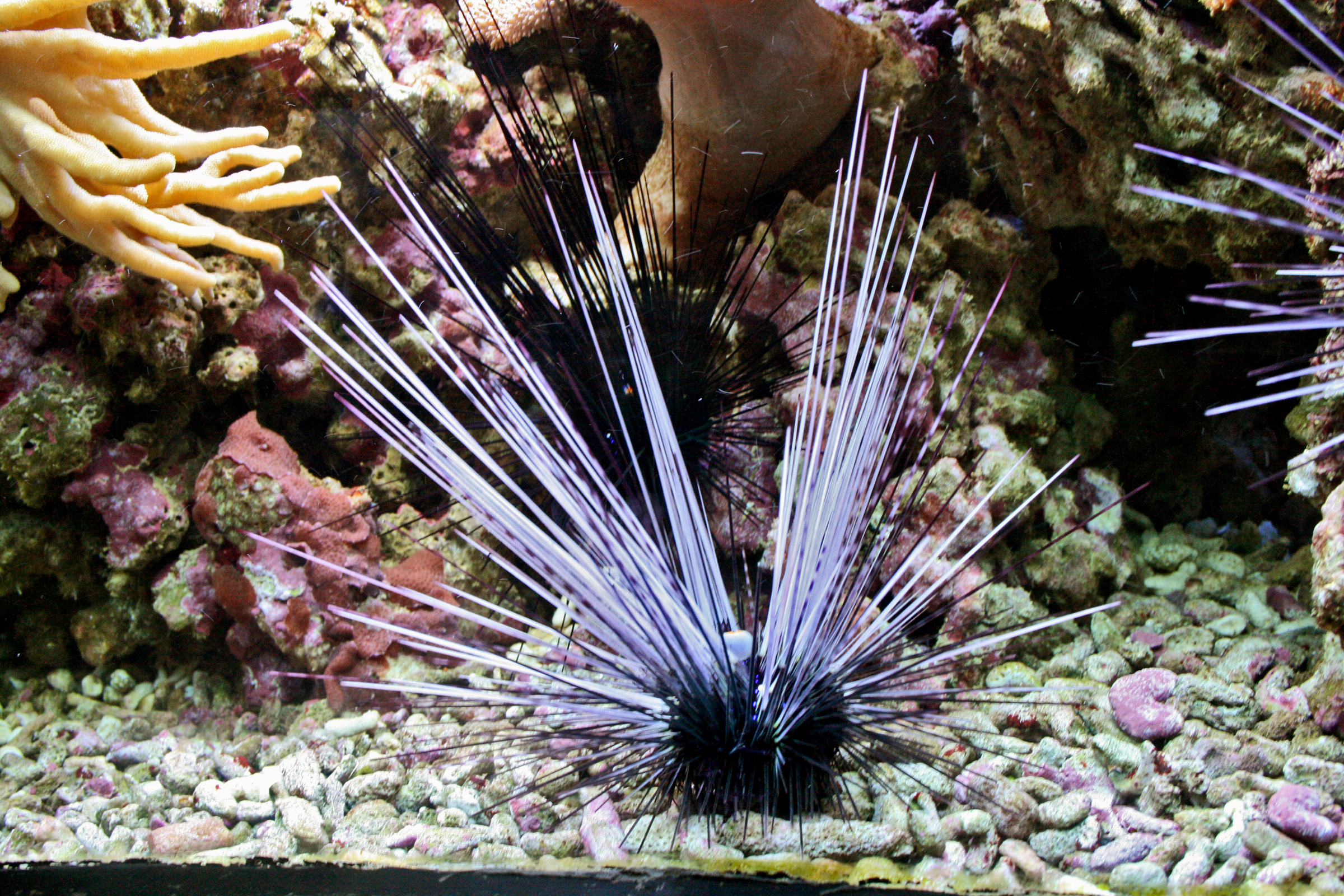
Akváriumban
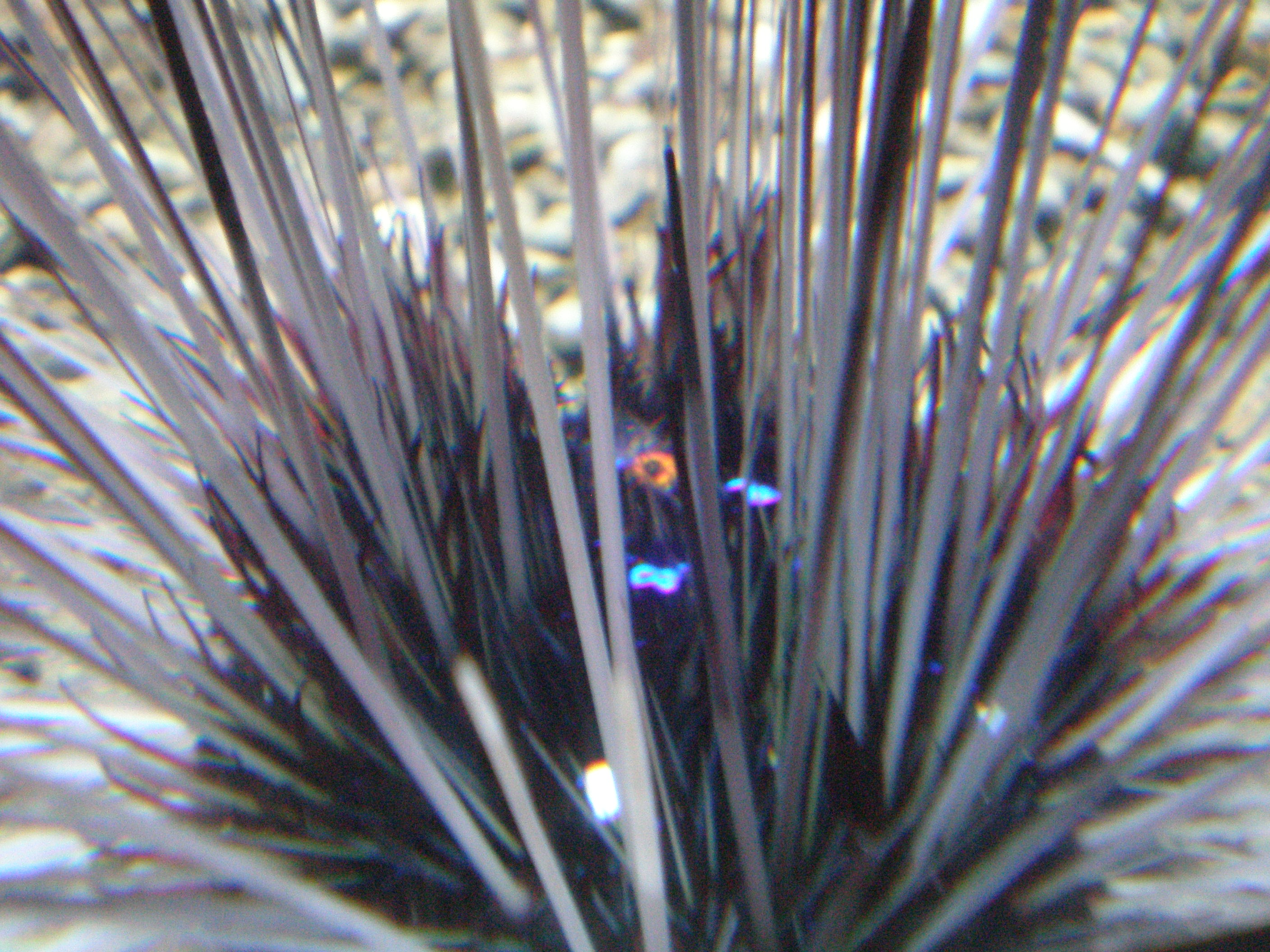
Közelről